# Unione Popolare Tedesca
L'Unione Popolare Tedesca (in tedesco Deutsche Volksunion, DVU) è stato un partito politico tedesco di estrema destra.
Venne fondata nel 1971 da Gerhard Frey, che ne fu a capo fino al 2009, anno in cui lasciò il ruolo di leader del partito a Matthias Faust.
Dal 1987 riuscì ad eleggere, in otto elezioni, propri rappresentanti nei parlamenti regionali (i cosiddetti Landtag) e, nel 1998, nelle elezioni della Sassonia-Anhalt, ebbe il maggior numero di voti in assoluto (12,9%) ricevuti per un partito di estrema destra in Germania. 
Nel 2011, in base al Deutschlandpakt, la DVU è confluita nel Partito Nazionaldemocratico di Germania (NPD).